# Samarang–Joana Stoomtram Maatschappij
| Samarang–Joana Stoomtram Maatschappij                   | Samarang–Joana Stoomtram Maatschappij |
| ------------------------------------------------------- | ------------------------------------- |
| Brücke über den Fluss Joana auf der Strecke Joana–Lasem |                                       |
| Streckenlänge:                                          | 417 km                                |
| Spurweite:                                              | 1067 mm (Kapspur)                     |
|                                                         |                                       |

Die Samarang–Joana Stoomtram Maatschappij, N.V. (SJS, niederländisch für Dampfstraßenbahngesellschaft Samarang–Joana) war 1879–1959 eine private Straßenbahngesellschaft, die auf den niederländisch-indischen Inseln (heute Zentraljava) auf einem 417 km langen Streckennetz mit einer Spurweite von 1067 mm (3 Fuß 6 Zoll) Personen- und Güterverkehr betrieb.

## Geschichte

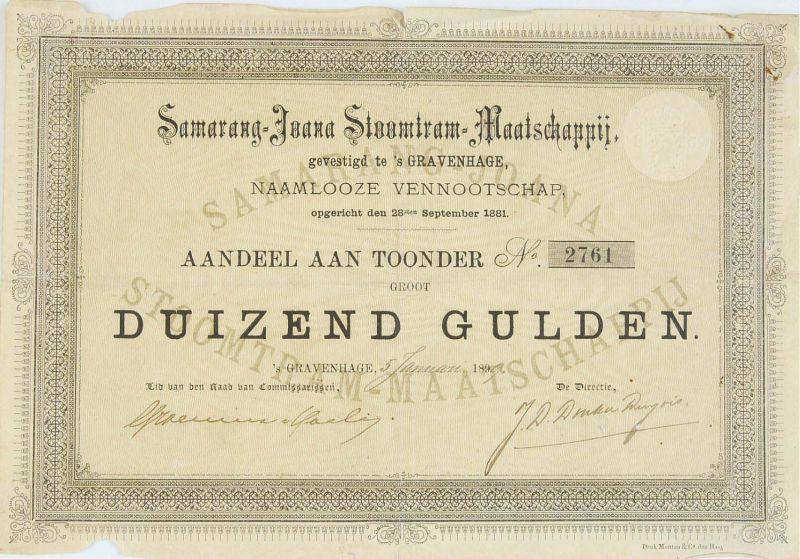
SJS-Anleihe, 1899

Die Dampfstraßenbahngesellschaft wurde am 18. März 1881 von J.F. Dijkman, W. Walker und G.H. Clifford gegründet und am 28. September 1881 in Betrieb genommen. Das auf der Grundlage von Genehmigungskonzessionen der Kolonialregierung von Niederländisch-Ostindien vom 1. Dezember 1879 zielte darauf ab, Semarang mit Kudus und Pati über eine Bahnlinie zu verbinden.
Der erste Direktor der Gesellschaft war Baron Henri Maarten Anton van der Goes van Dirxland  (* 30. November 1841 in ’s-Gravenhage; † 29. Januar 1890), der seit dem 7. Juni 1888 auch schon Direktor von Oost-Java Stoomtram Maatschappij war. Bei der Führung seiner Firma wurde er von November 1881 bis April 1886 von einem Ratssekretär namens C.L.J. Martens unterstützt.
Die wichtigste Station war die Jurnatan Station, die auch Semarang-Centraal oder Djoernatan genannt wurde. Sie wurde 1913 von einer kleinen Straßenbahnhaltestelle zu einem großen Bahnhof ausgebaut. Sie wurde 1950 nicht in die Liste der denkmalgeschützten Bahnhöfe in Indonesien aufgenommen und 1974 außer Betrieb genommen.

### Bahnstrecken
Die Bahnstrecken sowie ihre Streckenabschnitte und die Daten ihrer Inbetriebnahme sind in folgender Tabelle aufgelistet:
| Bahnstrecke                                 | Streckenabschnitt           | Inbetriebnahme                              | Länge (km) |
| ------------------------------------------- | --------------------------- | ------------------------------------------- | ---------- |
| Jurnatan–Jomblang Straßenbahnlinie          | Jurnatan–Jomblang           | 1. Dezember 1882                            | 4,4        |
| Jurnatan–Bulu–Banjir Kanal Straßenbahnlinie | Jurnatan–Bulu               | 12. März 1883                               | 3          |
| Jurnatan–Bulu–Banjir Kanal Straßenbahnlinie | Bulu–Banjir Kanal           | 4. November 1899                            | 0,8        |
| Cabang Jurnatan–Samarang NIS                | Jurnatan–Samarang           | 12. März 1883                               | 1          |
| Jurnatan–Demak                              | Jurnatan–Genuk              | 2. Juli 1883                                | 6,1        |
| Jurnatan–Demak                              | Genuk–Demak                 | 27. September 1883                          | 19,7       |
| Demak–Kudus                                 | Demak–Kudus                 | 15. März 1884                               | 26,4       |
| Demak–Kudus                                 | Demak-Kudus                 | 1919                                        | 26         |
| Kudus–Juwana                                | Kudus–Pati                  | 19. April 1884                              | 21,2       |
| Kudus–Juwana                                | Kudus–Pati                  | 1919                                        | 23,2       |
| Kudus–Juwana                                | Pati–Juwana                 | 19. April 1884                              | 13,8       |
| Juwana–Rembang                              | Juwana–Rembang              | 1. Mai 1900                                 | 23         |
| Juwana–Tayu                                 | Juwana–Trangkil             | 20. Mai 1899                                | 8,2        |
| Juwana–Tayu                                 | Trangkil–Bulumanis          | 15. August 1899                             | 7,5        |
| Juwana–Tayu                                 | Bulumanis–Tayu              | 1. Mai 1900                                 | 8,8        |
| Kudus–Mayong–Pecangaan                      | Kudus-Mayong                | 6. September 1887                           | 11,5       |
| Kudus–Mayong–Pecangaan                      | Kudus-Mayong                | 1919                                        | 14         |
| Kudus–Mayong–Pecangaan                      | Mayong–Pecangaan            | 5. Mai 1895                                 | 10,3       |
| Mayong–Welahan                              | Mayong–Welahan              | 10. November 1900                           | 5,5        |
| Demak–Purwodadi                             | Demak–Godong                | 15. November 1888                           | 20,8       |
| Demak–Purwodadi                             | Godong–Purwodadi            | 1. April 1889                               | 18         |
| Purwodadi–Wirosari–Blora                    | Purwodadi–Wirosari          | 1. Oktober 1889                             | 21,4       |
| Purwodadi–Wirosari–Blora                    | Wirosari-Kunduran           | 16. September 1893                          | 18,3       |
| Purwodadi–Wirosari–Blora                    | Kunduran–Ngawen             | 22. März 1894                               | 10,3       |
| Purwodadi–Wirosari–Blora                    | Ngawen–Blora                | 13. September 1894                          | 15,3       |
| Purwodadi–Gundih                            | Purwodadi–Gundih            | 1884                                        | 17,3       |
| Purwodadi–Gundih                            | Purwodadi–Ngrombo           | 1. Januar 1892 (diperpendek pasca akuisisi) | 9          |
| Wirosari–Kradenan                           | Wirosari–Kradenan           | 1. November 1898                            | 8,2        |
| Rembang–Blora                               | Rembang–Blora               | 15. Juni 1902                               | 36,8       |
| Blora–Cepu                                  | Rembang-Cepu                | 1. November 1901                            | 33,4       |
| Blora–Cepu                                  | Cepu Kota (SJS)–Cepu (NIS): | 1. Februar 1903                             | 1,8        |
| Rembang–Bojonegoro                          | Rembang-Lasem               | 1. Mai 1900                                 | 14         |
| Rembang–Bojonegoro                          | Lasem-Pamotan               | 1. Juni 1914                                | 10         |
| Rembang–Bojonegoro                          | Pamotan-Jatirogo            | 20. Februar 1919                            | 24         |

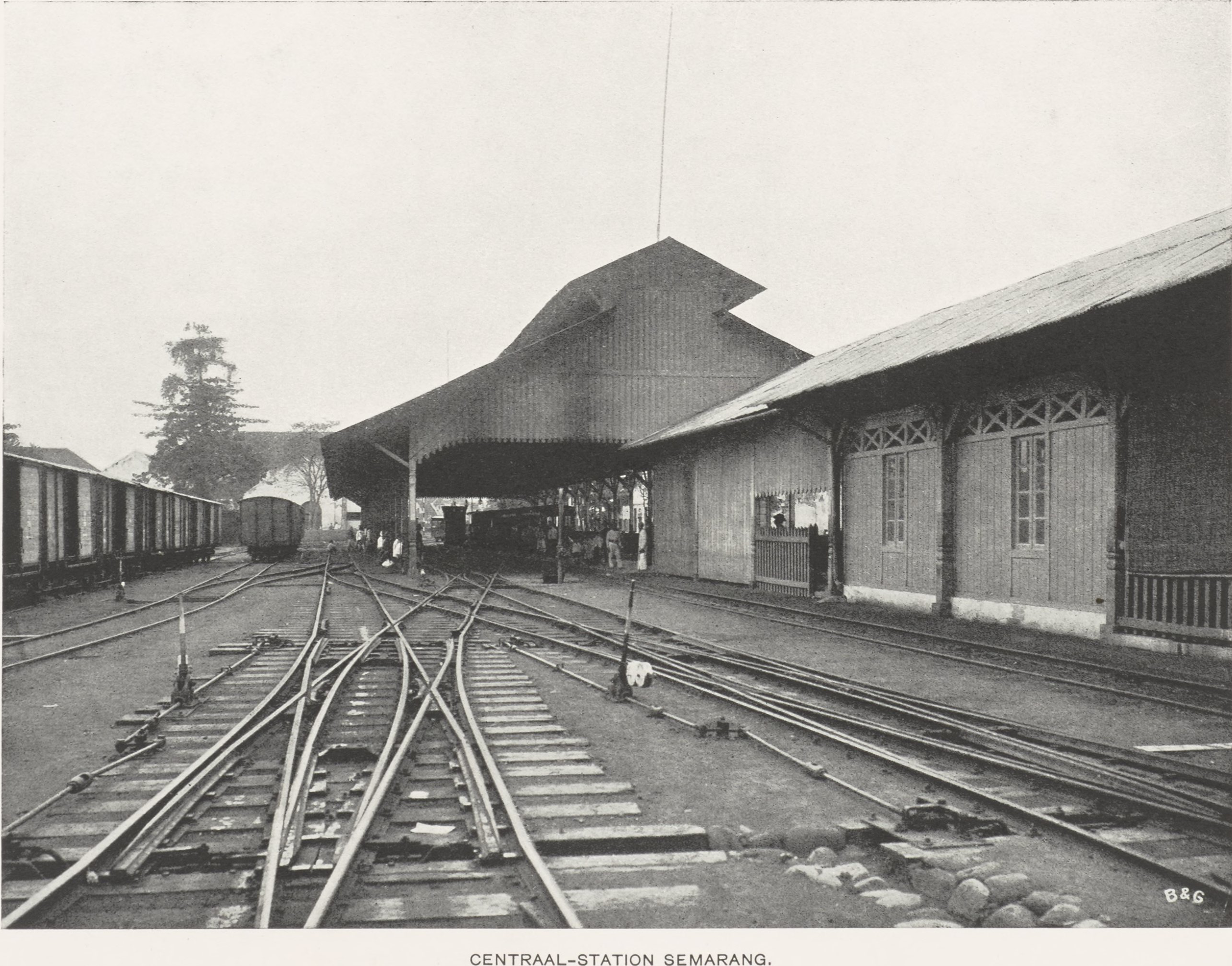
Central Station Semarang
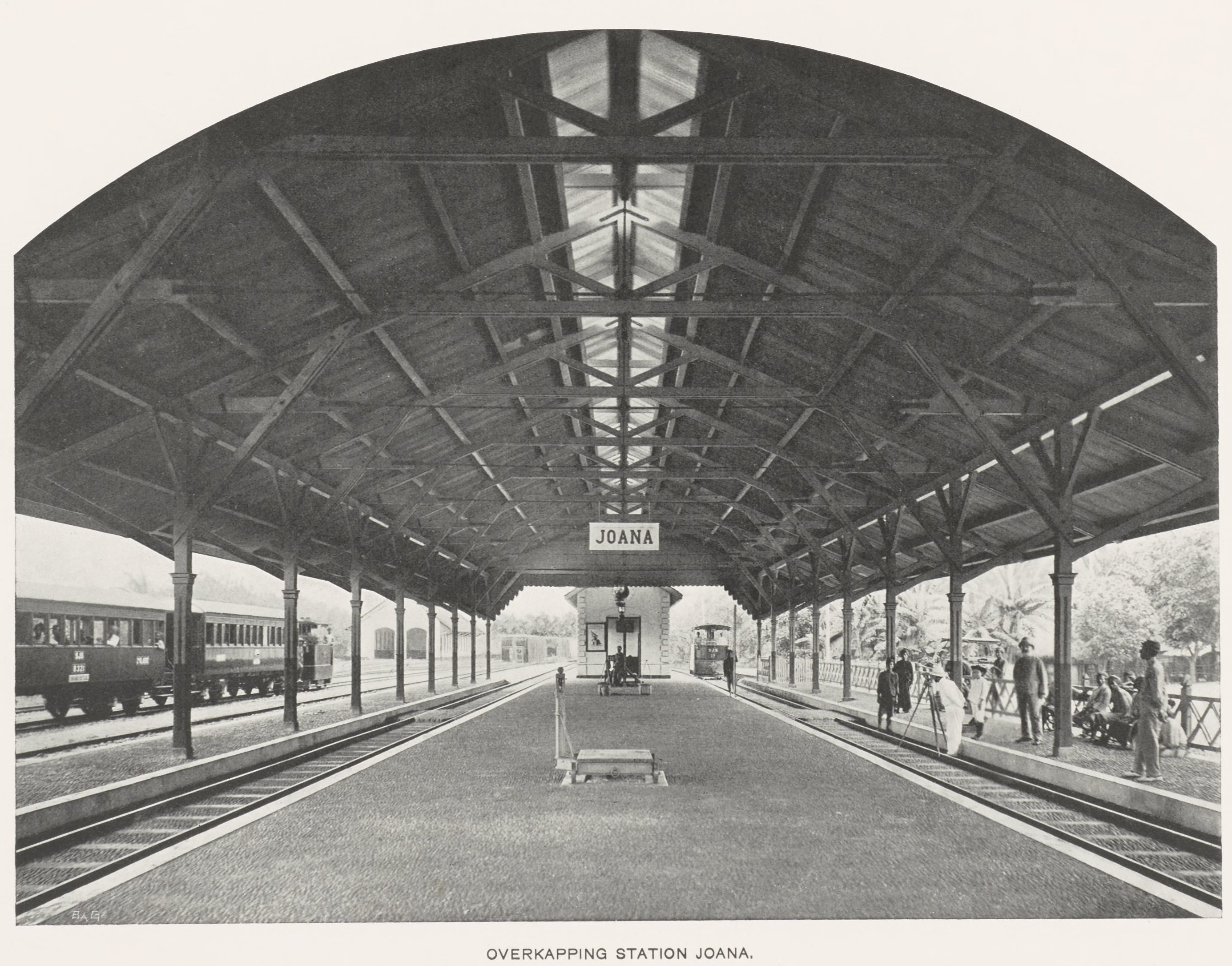
Überdachung der Station Joana
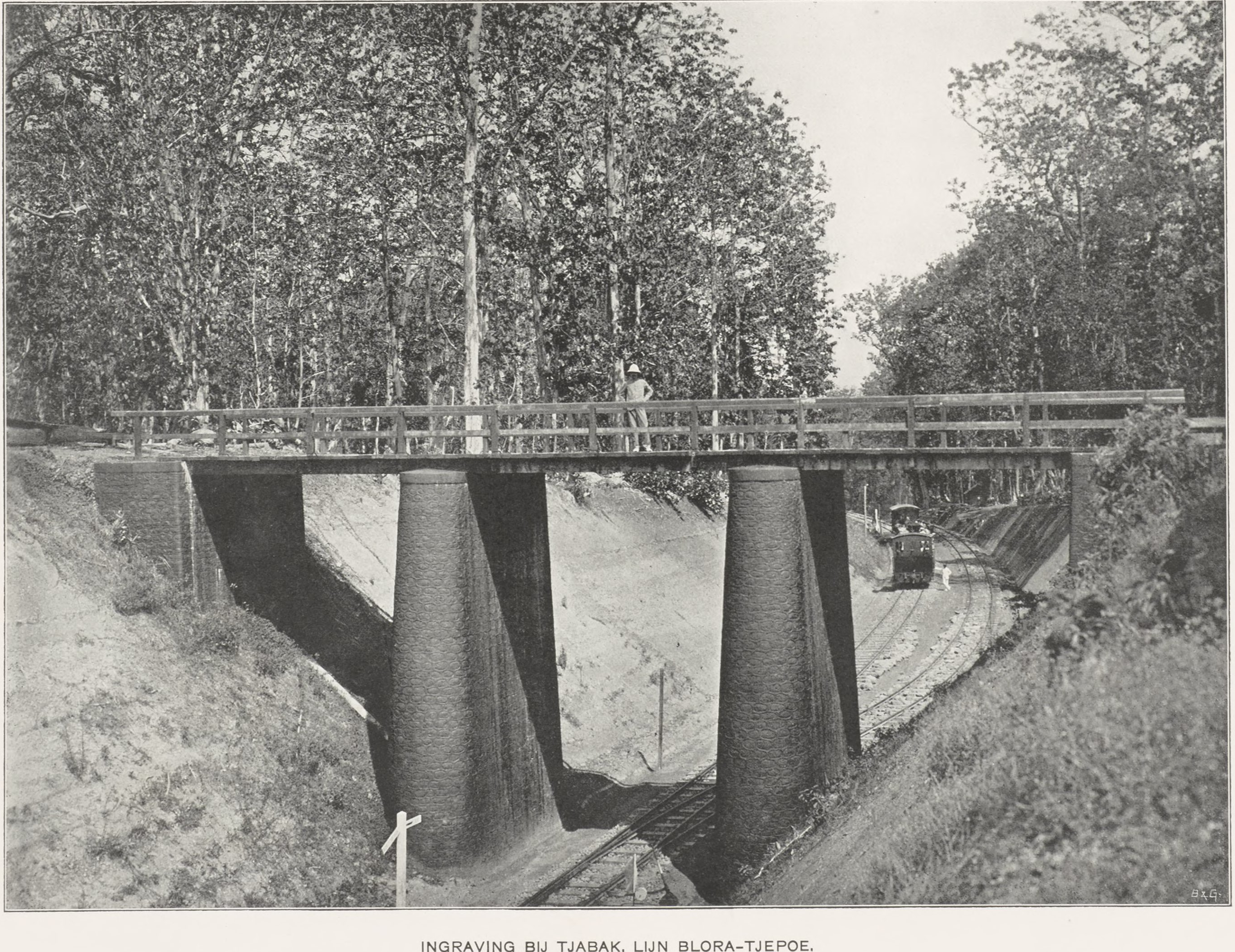
Einschnitt bei Tjabak, Lij Blora–Cepu
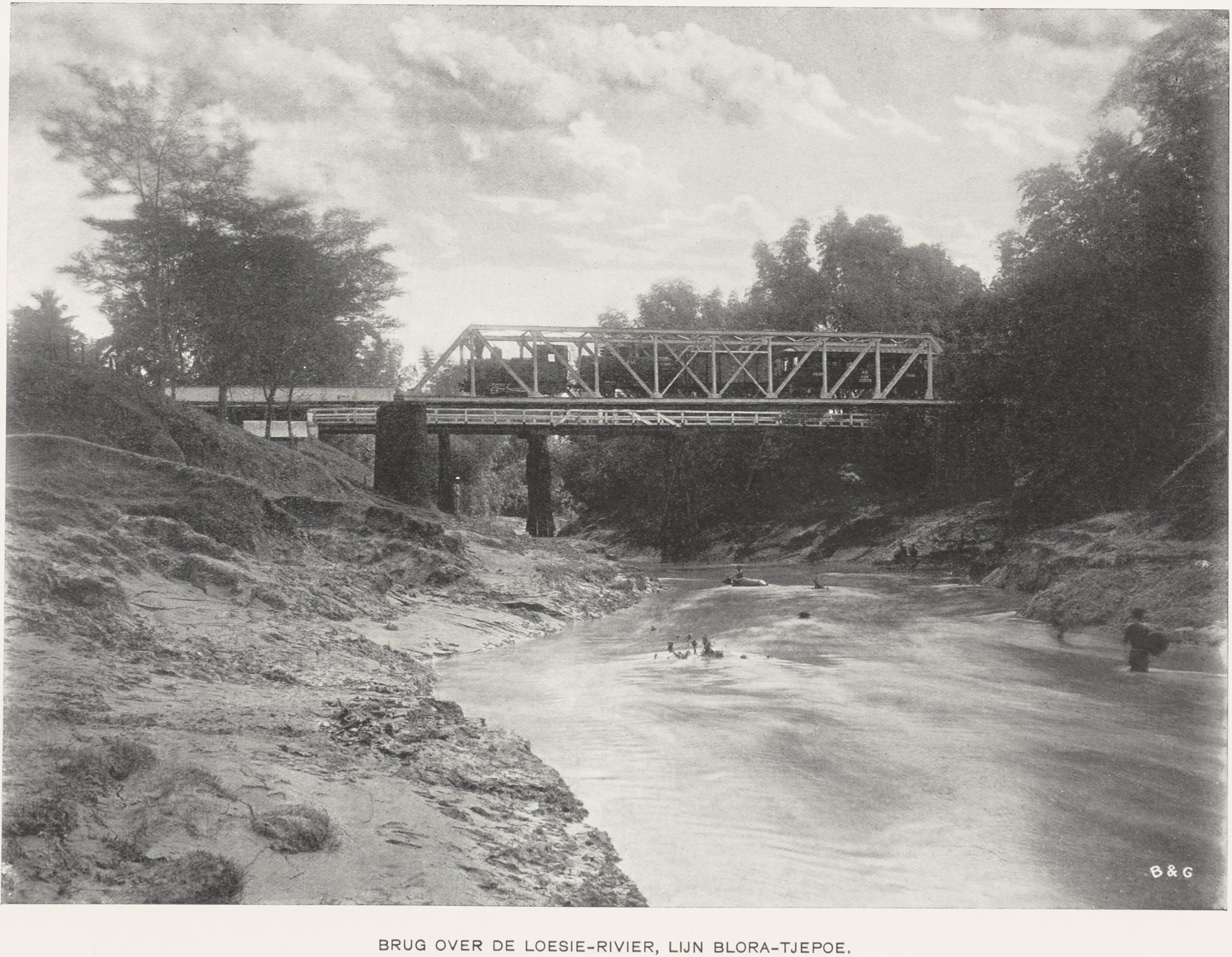
Brücke über den Fluss Loesie, Blora–Tjepoe
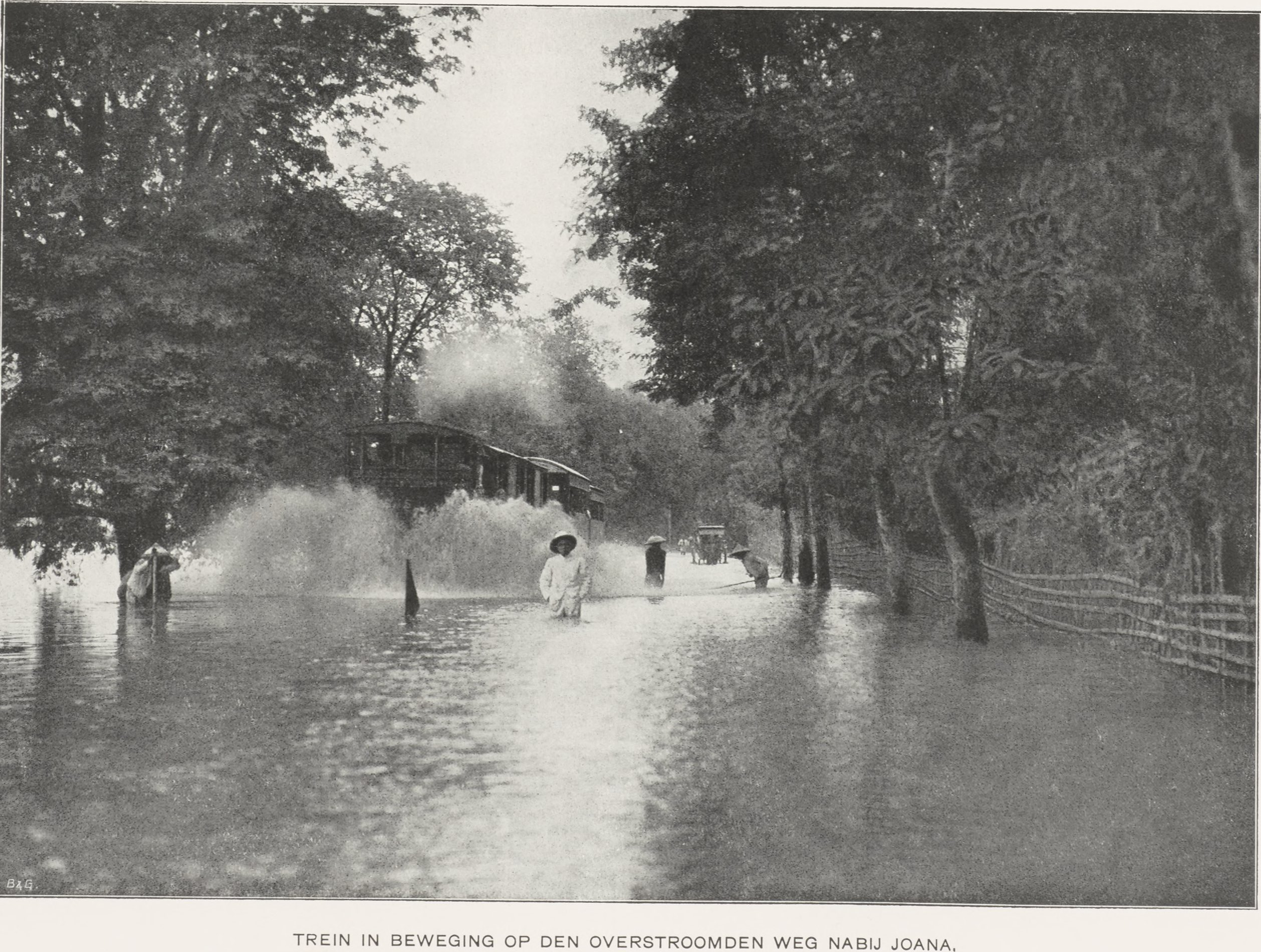
Bahnbetrieb trotz Überschwemmung

### Hafenbahnen
Folgenden Zweigstrecken wurden verlegt, um den Export und Import von Waren zu erleichtern
| Pelabuhan    | Panjang |
| ------------ | ------- |
| Tanjung Emas | 1,5     |
| Juwana       | 1,9     |
| Rembang      | 0,5     |

### Verstaatlichung und Stilllegung
Aufgrund der unter Präsident Sukarno erlassenen Regierungsverordnung Nr. 40 der Republik Indonesien von 1959 wurden alle Dampf- und Straßenbahnlinien, die früher von niederländischen Unternehmen betrieben wurden, verstaatlicht und deren Betrieb an die Djawatan Kereta Api (DKA) übergeben.
Die SJS-Bahn operierte weiterhin unter der DKA und PNKA, bis zum goldenen Zeitalter der PJKA in den 1970er Jahren. 1975 wurden die Linien Kudus–Bakalan und Juwana–Tayu stillgelegt. Die Stilllegung der Strecke Cepu Kota–Rembang erfolgte 1984. 1986 wurden die Linien Kemijen–Rembang und Purwodadi–Ngemplak stillgelegt. Die Strecke Rembang–Jatirogo wurde 1992 Stillgelegt. Die letzten SJS-Strecken, Blora–Demak und Wirosari–Kradenan wurden 1996 stillgelegt. Die meisten Gleise wurden zwar noch nicht abgebaut, es gibt aber keine konkreten Pläne zur Reaktivierung.

## Lokomotiven
Alle Lokomotivflotten der SJS waren Dampflokomotiven. Bis in die 1960er Jahre wurden auf der SJS keine Dieselloks eingesetzt. Für die Instandhaltung der Lokomotiven und Züge südöstlich der Semarang Tawang Station ein zentrales Bahnbetriebswerk, dessen Gebäude Mitte der 1990er Jahre abgerissen wurde. Die SJS-Dampflokomotiven sind in folgender Tabelle aufgelistet:
| Klasse | Inbetriebnahme | Hersteller                  | Anzahl                                                                                | Foto | Anmerkungen                                                                    |
| ------ | -------------- | --------------------------- | ------------------------------------------------------------------------------------- | ---- | ------------------------------------------------------------------------------ |
| B11    | 1883           | Beyer-Peacock               | 4 Lokomotiven, wurden an die Nederlandsch-Indische Spoorweg Maatschappij abgegeben    |      |                                                                                |
| B12    | 1881           | Werkspoor                   | 46 Lokomotiven, einige davon wurden an die Oost-Java Stoomtram Maatschappij abgegeben |      | Vor der Stasiun Surabaya Pasarturi ausgestellt                                 |
| B20    | 1882           | Beyer-Peacock dan Werkspoor | 19 Lokomotiven                                                                        |      | Im Museum KA Ambarawa ausgestellt                                              |
| B27    | 1912           | Lokomotivbau Hartmann       | 16 Lokomotiven                                                                        |      | Im Museum KA Ambarawa ausgestellt                                              |
| C19    | 1898           | Hartmann                    | 12 Lokomotiven                                                                        |      | Im Museum Transportasi, Taman Mini Indonesia Indah (TMII), Jakarta ausgestellt |
| D10    | 1913           | Hartmann                    | 6 Lokomotiven                                                                         |      |                                                                                |
| D15    | 1931           | Hanomag                     | 5 Lokomotiven                                                                         |      |                                                                                |